# Villa Altachiara
La villa Altachiara è una storica residenza situata nel comune di Portofino, nella città metropolitana di Genova.

## Storia
La villa venne costruita nel 1874 su commissione di Henry Herbert, IV conte di Carnavon per il giovane figlio George Herbert, cagionevole di salute e bisognoso del sole e del mare. Quest'ultimo è noto per aver finanziato la spedizione di Howard Carter che scoprì la tomba del faraone Tutankhamon.
Dopo vari passaggi di proprietà, negli anni 1960 la villa fu rilevata (attraverso l'immobiliare D.M.C.) dai fratelli Domenico, Mario e Corrado Agusta, titolari dell'omonimo gruppo attivo nell'aviazione e nel motociclismo. Corrado in particolare la ammodernò in maniera decisa, allargando la strada d'accesso per renderla percorribile da piccole automobili e installando piscina, eliporto, palestra e parco giochi. Alla morte di quest'ultimo, la prestigiosa proprietà passò alla moglie, contessa Francesca Vacca Agusta, che nella notte dell'8 gennaio 2001 trovò la morte precipitando dal giardino della villa sulla scogliera sottostante.
La tragedia e le successive indagini fecero sì che la villa rimanesse per diversi anni chiusa e in abbandono, anche per le conseguenti questioni ereditarie e di proprietà. Il complesso venne infine messo all'asta e acquistato per oltre 25 milioni di euro nel 2015 dall'oligarca russo Eduard Yurevich Khudaynatov. Dal 2022 l'edificio risulta tra i beni russi sequestrati e congelati dall'Unione europea in seguito all'invasione russa dell'Ucraina del 2022.

## Descrizione
La villa sorge in posizione panoramica a picco sul mare e dispone di un ampio giardino di oltre 35.000 metri quadri.
La villa, di stile eclettico, si sviluppa su due livelli principali con la presenza di 30 stanze. Le facciate, rivestite in pietra, presentano ampie finestre e terrazze. La sala detta "del camino" è stata arredata dallo scenografo e architetto Lorenzo Mongiardino.

## Galleria d'immagini

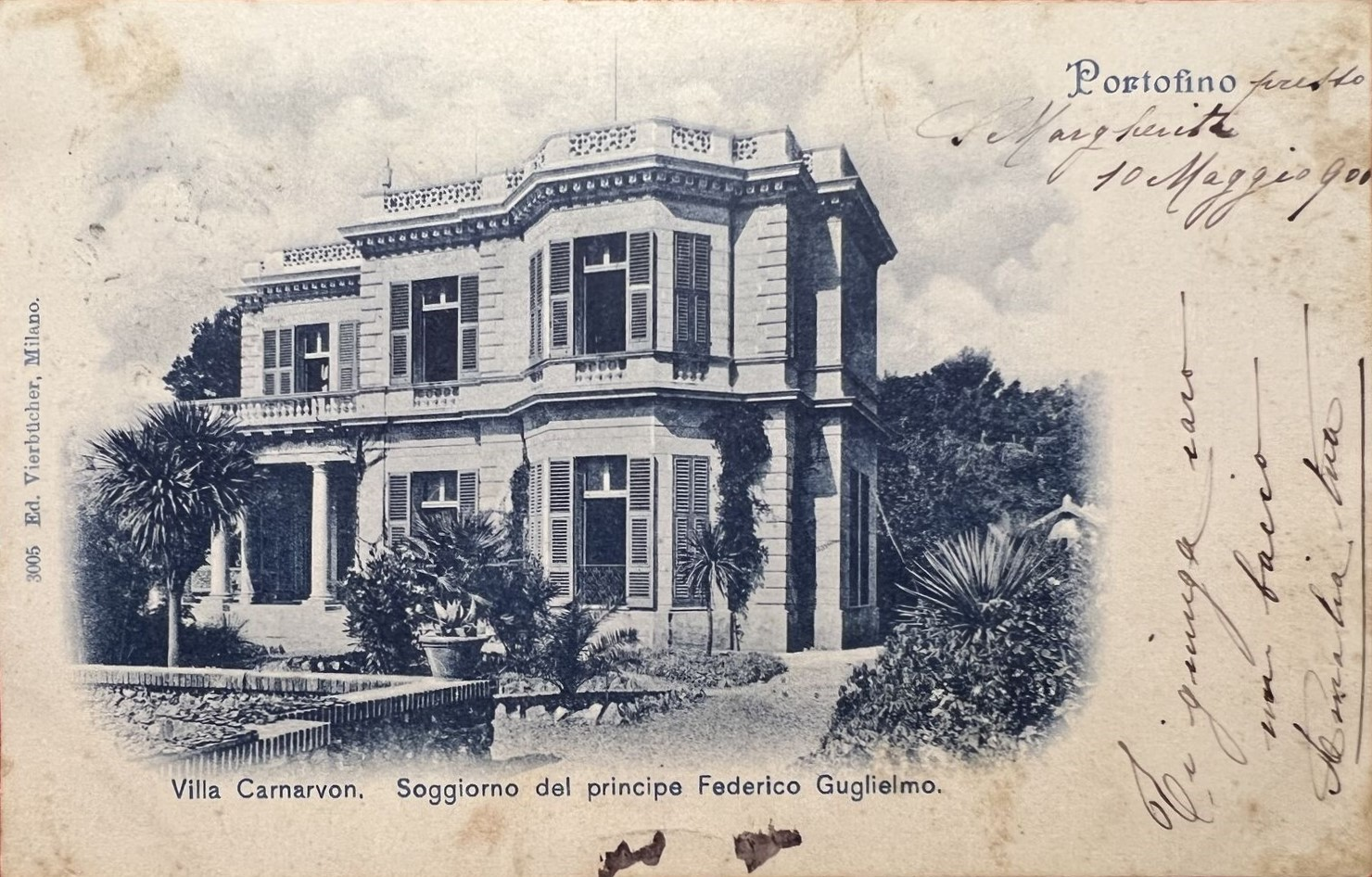
Cartolina del primo Novecento
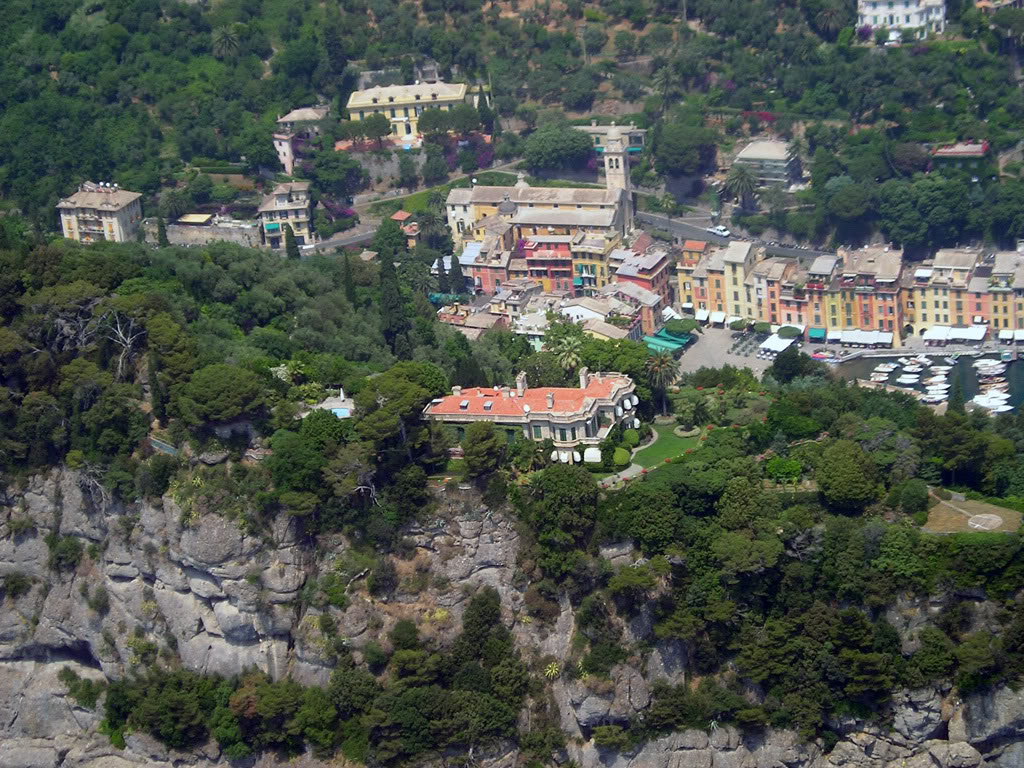
La villa nel contesto urbano portofinese
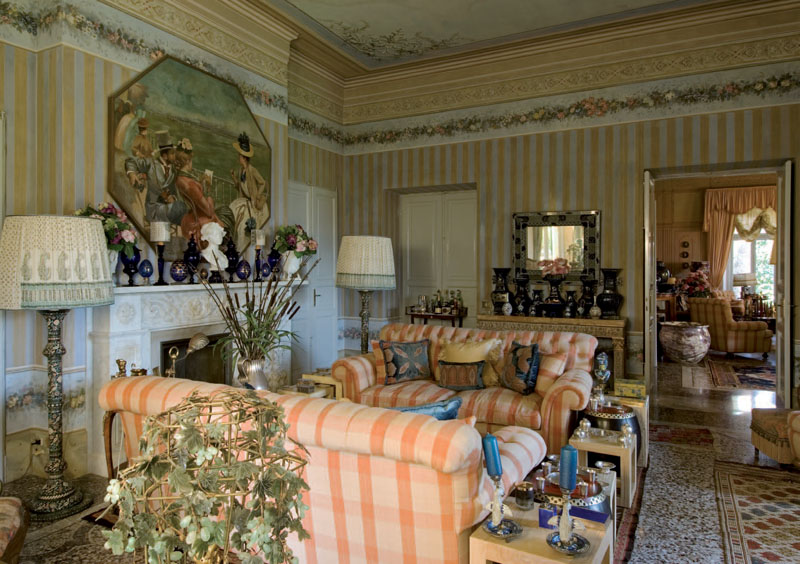
La sala del camino, arredata da Lorenzo Mongiardino.